# Rita Barberá

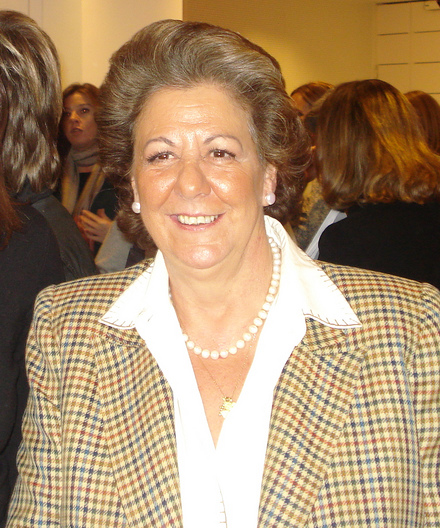
Rita Barberá 2008

Rita Barberá Nolla (* 16. Juli 1948 in Valencia; † 23. November 2016 in Madrid) war eine spanische Politikerin und Bürgermeisterin von Valencia.
Rita Barberá studierte Politikwissenschaft und Volkswirtschaftslehre an der Universität Valencia sowie Publizistik in Madrid. In den 1970er Jahren arbeitete sie als Journalistin und wirkte an der Gründung der Alianza Popular (heute Partido Popular, spanische Volkspartei) mit. 1991 wurde Barberá Bürgermeisterin von Valencia und blieb es auch bei den folgenden fünf Wahlen (1995, 1999, 2003, 2007 und zuletzt 2011). Im Jahr 2015 wurde sie als Bürgermeisterin abgewählt, ihr Nachfolger ist Joan Ribó von der Coalició Compromís. Daraufhin wurde sie Senatorin im spanischen Oberhaus (Senado).
Während ihrer Amtszeit wurde die Ciudad de las Artes y de las Ciencias errichtet, war Valencia Austragungsort des America’s Cup und seit 2008 eines Formel-1-Rennens am neuen Valencia Street Circuit.
Seit September 2016 wurde offiziell gegen sie wegen des Verdachts auf Geldwäsche ermittelt. Barberá stritt die Vorwürfe ab. Sie trat aus der PP aus, weigerte sich aber, ihren Sitz im Senat aufzugeben.
Rita Barberá starb am 23. November 2016 im Hotel Villa Real in Madrid an einem Infarkt.